# Pomnik Wolności w Rydze
Pomnik Wolności (łot. Brīvības piemineklis, potocznie przez Łotyszów zwany Mildą) – stojący w centrum Rygi, symbol niepodległości państwa odsłonięty w 1935.

## Historia
Instalacja została wzniesiona w latach 1931–1935 na miejscu pomnika przedstawiającego Piotra Wielkiego na koniu, który stał przy Bulwarze Wolności aż do wkroczenia wojsk niemieckich do Rygi w 1915 (łot. Brīvības bulvāris, do I wojny światowej Aleksandrowskij Bułward) łączącym ze sobą Stare i Nowe Miasto.
Budowa została sfinansowana ze składek społeczeństwa i zrealizowana przez architekta Ernestsa Štālbergsa według szkiców Kārlisa Zālego.
W 1945 planowano wysadzenie pomnika w powietrze, jednak według powszechnie panującego przekonania został uratowany przez pochodzącą z Rygi Wierę Muchinę – uczennicę Zālego. Jako optyczną przeciwwagę dla pomnika sto metrów dalej, na drugim końcu bulwaru, wzniesiono pomnik Włodzimierza Lenina.
U stóp Pomnika Wolności znajdują się symboliczne rzeźby przedstawiające Strażników Ojczyzny, Matkę-Łotwę, Rodzinę i Pracę. Na cokole umieszczono napis Za Ojczyznę i Wolność (łot. Tēvzemei un Brīvībai).
Na szczycie dziewiętnastometrowego obelisku znajduje się dziewięciometrowa „alegoria wolności” – statua uosabiająca niezależność Łotwy. W dłoniach trzyma trzy gwiazdy symbolizujące trzy historyczne regiony państwa: Inflanty, Kurlandię z Semigalią i Łatgalię. W czasach ZSRR gwiazdy interpretowano jako symbol jedności republik bałtyckich.
W przeciwieństwie do pomnika Lenina usuniętego w 1991 zarówno kobieta, jak i umieszczone u podnóża rzeźby figury skierowane są twarzą na zachód, co ma symbolizować więź Łotwy z cywilizacją łacińską. Postaci ze spuszczonymi głowami, związane łańcuchami, patrzą z kolei w kierunku wschodnim.

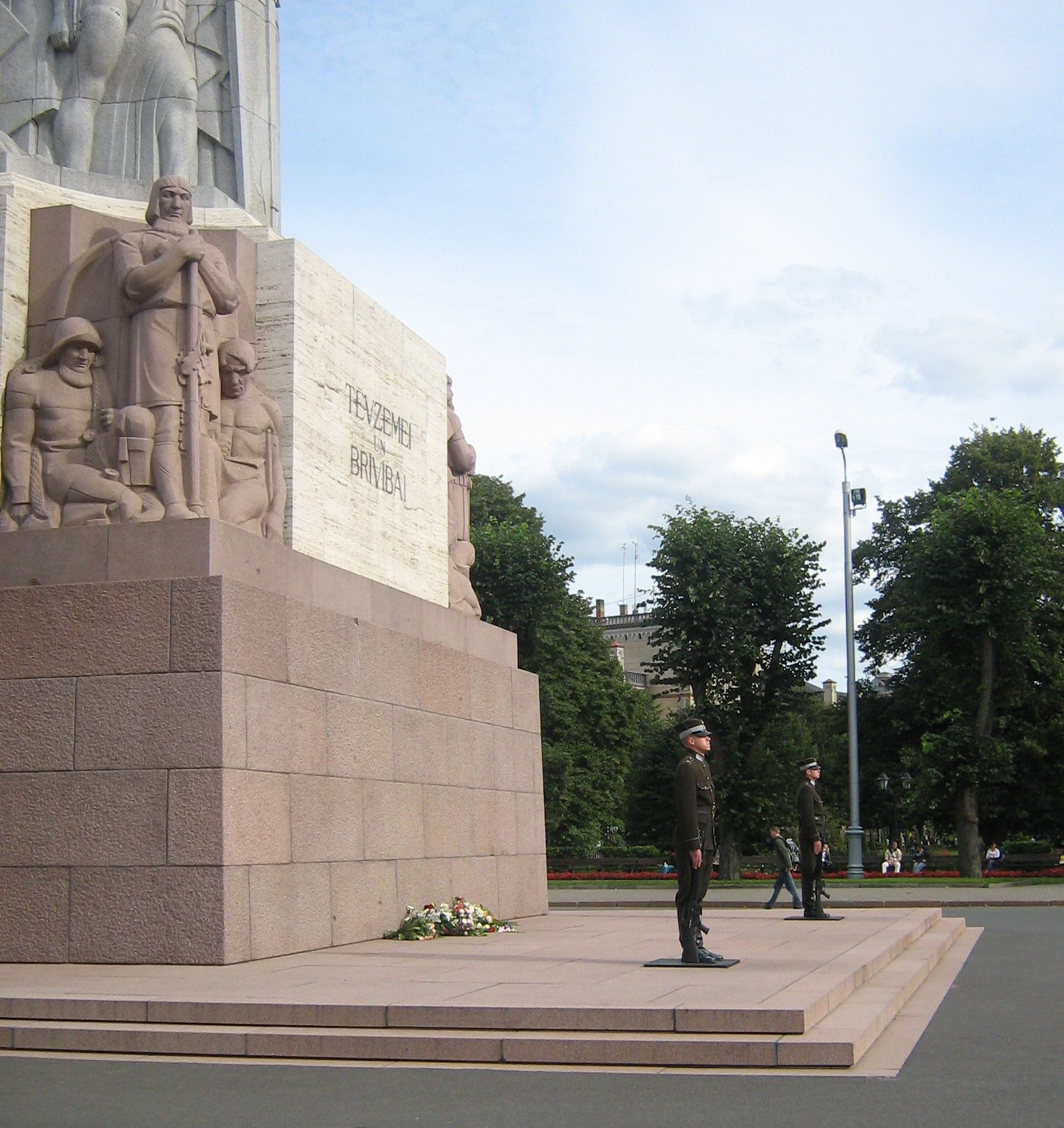
Warta honorowa przed Pomnikiem
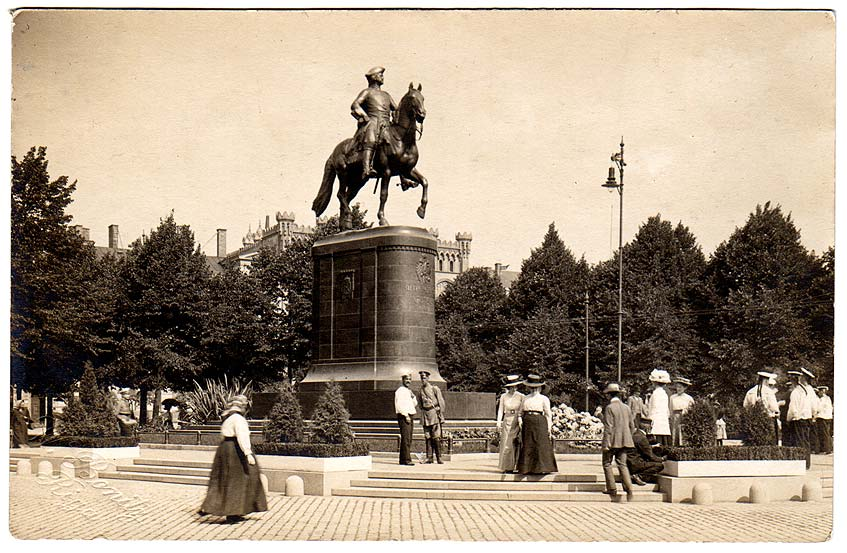
Pomnik Piotra Wielkiego (1910-1915)
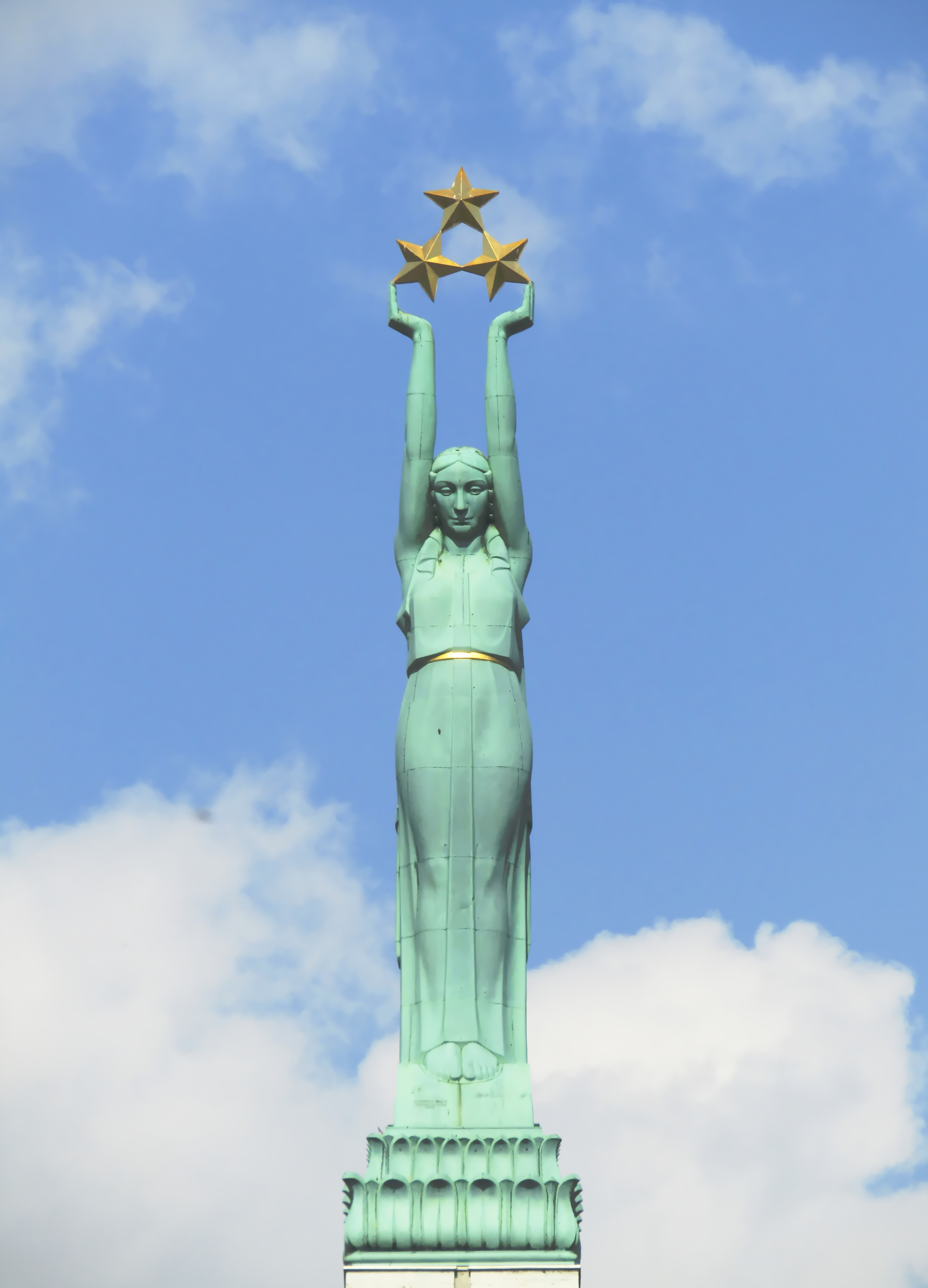
Alegoria wolności

## Schemat
1. Alegoria wolności
2. Grupa postaci reprezentujących Łotwę
3. Grupa postaci reprezentujących epos Lāčplēsis
4. Grupa postaci - zrywający kajdany
5. Grupa postaci - wajdeloci
6. Napis „Tēvzemei un Brīvībai” (Za Ojczyznę i Wolność)
7. Płaskorzeźba przedstawiająca rewolucję 1905 roku
8. Płaskorzeźba przedstawiająca walki z bermondtowcami na moście żelaznym (bitwa o Rygę w 1919 r., wydarzenie z łotewskiej wojny o niepodległość)
9. Grupa postaci - strażnicy ojczyzny (dawny rycerz i dwóch współczesnych żołnierzy)
10. Grupa postaci - praca (rybak, rolnik i rzemieślnik)
11. Grupa postaci - uczeni (kriwe, naukowiec i pisarz)
12. Grupa postaci - rodzina (matka stojąca między dwójką dzieci)
13. Płaskorzeźba przedstawiająca strzelców łotewskich
14. Płaskorzeźba przedstawiająca łotewskich śpiewaków